# Friedrich August Reißiger

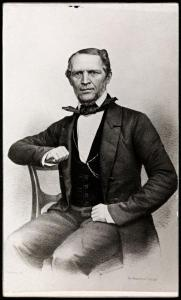
Friedrich August Reißiger

Friedrich August Reißiger (* 26. Juli 1809 in Belzig, Königreich Sachsen; † 1. März 1883 in Halden, Norwegen) war ein deutscher Komponist, Organist, Kapellmeister, Gesangspädagoge und Dirigent.

## Leben
Reißigers Vater, Christian Gottlieb Reißiger (1762–1825) war Kantor in Belzig, der ältere Bruder Carl Gottlieb Reißiger Komponist und Kapellmeister. Friedrich August erlernte bei seinem Vater Klavier und Violine und vertrat den Vater bereits im Jugendalter als Organist. Mit dreizehn Jahren kam er nach Leipzig an die Thomasschule und sang im Thomanerchor. Ab 1830 studierte er in Berlin Theologie, aber auch Musik unter Siegfried Dehn und war seit 1834 Mitglied der Sing-Akademie zu Berlin.

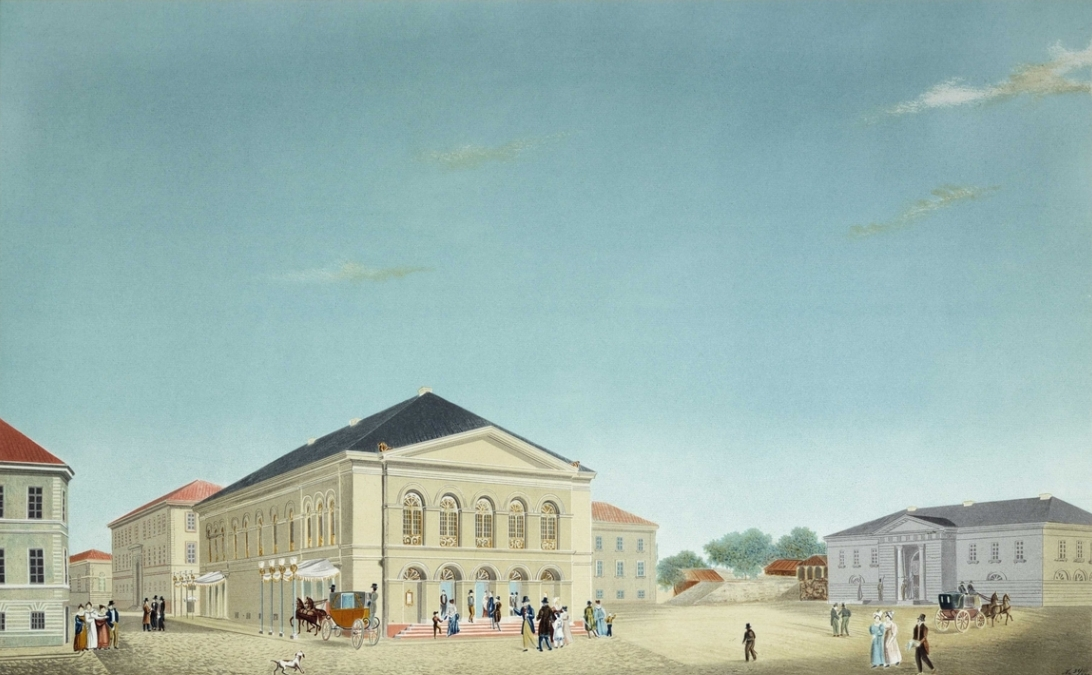
Christiania Theater am Bankplassen, langjährige Wirkungsstätte Reißigers

Er ging im Jahre 1840 nach Christiania an das 1837 erbaute Christiania Theater, wurde dort 1843 Musikdirektor und blieb fortan in Norwegen, dessen Musikleben er wesentlich mitprägte. In den zehn Jahren als Musikdirektor führte er 33 Opern auf, davon allein 13 neue Werke. Zugleich arbeitete er als Organist in einer katholischen Kirche, leitete das Philharmonie-Orchester Christiania Musical Association und hatte einige Schüler, wie Johan Didrik Behrens (1820–1890), den er in Musiktheorie unterrichtete. 1850 hatte Reißiger eine Stellung als Organist der Immanuel-Kirche in Halden, an dem Ort, wo auch die größte Zahl seiner Kompositionen entstand.
Als Komponist konzentrierte er sich auf die Gattungen des Liedes und der Klaviermusik, schrieb aber auch Militärmusik, Kantaten, komponierte das Requiem anlässlich des Todes von König Karl Johans (1844) und führte unter anderem Sæterjentens Søndag (1851), (Text: Jørgen Moe) für Männerchor und Klavier auf. Auf der Weltausstellung 1878 in Paris wurde das 1864 entstandene Werk Olaf Trygvason von Studenten aus Norwegen und Schweden aufgeführt.
Für seine Bemühungen um das Musikleben in Norwegen wurde Reißiger 1875 mit dem Sankt-Olav-Orden ausgezeichnet.

## Werke (Auswahl)
- Du är liksom en blomma (Text nach Heinrich Heines Du bist wie eine Blume aus dem Buch der Lieder)
- Vier Gesänge, op. 2.

Nr. 1. Lied (Text: Heinrich Heine)
Nr. 3. Abschied (Text: Heinrich Heine)
- Gesänge und Lieder für eine Tenor oder Sopranstimme mit Begleitung des Piano-Forte componirt und dem Königlichen Hof-Opernsänger Herrn Edurd Mantius freundlichst gewidmet op. 17. Gustav Crantz, Berlin ca. 1836
- Feen-Reigen. Sammlung von Original-Tänzen für das Piano-Forte, op. 18. C. A. Klemm, Leipzig
- Noahs Vermächtnis. Eine Erzählung f. e. Bass- oder Bariton-Stimme. Seinem Freunde dem Königlichen Sänger Herrn Bötticher zugeeignet, op. 23. Gustav Crantz, Berlin ca. 1838
- Lieder und Gesänge, op. 28

Nr. 1. Lied (Text: Heinrich Heine)
- Neuer Feen-Reigen. Sammlung v. Original-Tänzen für das Piano-Forte u. a., op. 50, C. A. Klemm, Leipzig ca. 1860
- op. 96.

Nr. 8. Lied von H. Heine (Text: Heinrich Heine)
- Requiem in Erinnerung an König Carl XIV. Johan von Schweden, gleichzeitig Karl III. Johann von Norwegen  1844
- Olaf Trygvason (1864)
- Fest-Marsch (1875)
- Der liebe Fritz. Seitenstück zum kleinen Hans von Fr. Curschmann für eine Singstimme mit Begleitung des Pianoforte oder der Guitarre. C. A. Challier, Berlin ca. 1837